# Zamora (Spanien)
Zamora ist die Hauptstadt der gleichnamigen Provinz Zamora und Hauptort einer 59.506 Einwohner (Stand: 2024) zählenden Gemeinde (municipio) in der autonomen spanischen Region Kastilien-León. Zamora liegt an der Via de la Plata, einer von Süden (Sevilla, Mérida, Cáceres und Salamanca) kommenden und in León oder Astorga in die Hauptstrecke einmündenden Nebenstrecke des Jakobswegs. Das historische Ortszentrum ist als Kulturgut (Bien de Interés Cultural) in der Kategorie Conjunto histórico-artístico anerkannt.

## Lage und Klima
Die Stadt Zamora liegt auf der Meseta gut 250 km (Fahrtstrecke) nordwestlich von Madrid in ca. 635 m Höhe auf einem Felshügel über dem Fluss Duero. Die Grenze zu Portugal bei Miranda do Douro ist nur ca. 55 km entfernt. Die winterlichen Temperaturen sind durchaus kühl, im Sommer dagegen ist es warm bis heiß; die spärlichen Regenfälle (ca. 360 mm/Jahr) fallen übers ganze Jahr verteilt.

## Bevölkerungsentwicklung
| Jahr      | 1857   | 1900   | 1950   | 2000   | 2020   | 2021   | 2022   |
| Einwohner | 13.025 | 16.287 | 38.320 | 65.225 | 60.988 | 60.297 | 59.475 |

Der starke Bevölkerungsanstieg im 20. Jahrhundert war im Wesentlichen auf die Zuwanderung aus dem ländlichen Umland zurückzuführen (Landflucht). Zu Beginn des 21. Jahrhunderts wanderten zahlreiche Familien aus Kostengründen oder wegen der höheren Lebensqualität in die ländlichen Gemeinden des Umlands (z. B. Roales, Arcenillas oder Morales del Vino) ab. Zur Gemeinde gehört auch der gut 100 Einwohner zählende Weiler (pedanía) Carrascal.

## Wirtschaft
Die Landwirtschaft war seit jeher die Lebensgrundlage für die Bevölkerung der Region; die Stadt war ein bedeutender Marktort und ist heute ein regionales Zentrum für Handwerk, Handel und Dienstleistungen aller Art. Zamora ist für die Herstellung von Lederwaren und Textilien bekannt. Auch der innerspanische Tourismus ist von einer gewissen Bedeutung.

## Geschichte

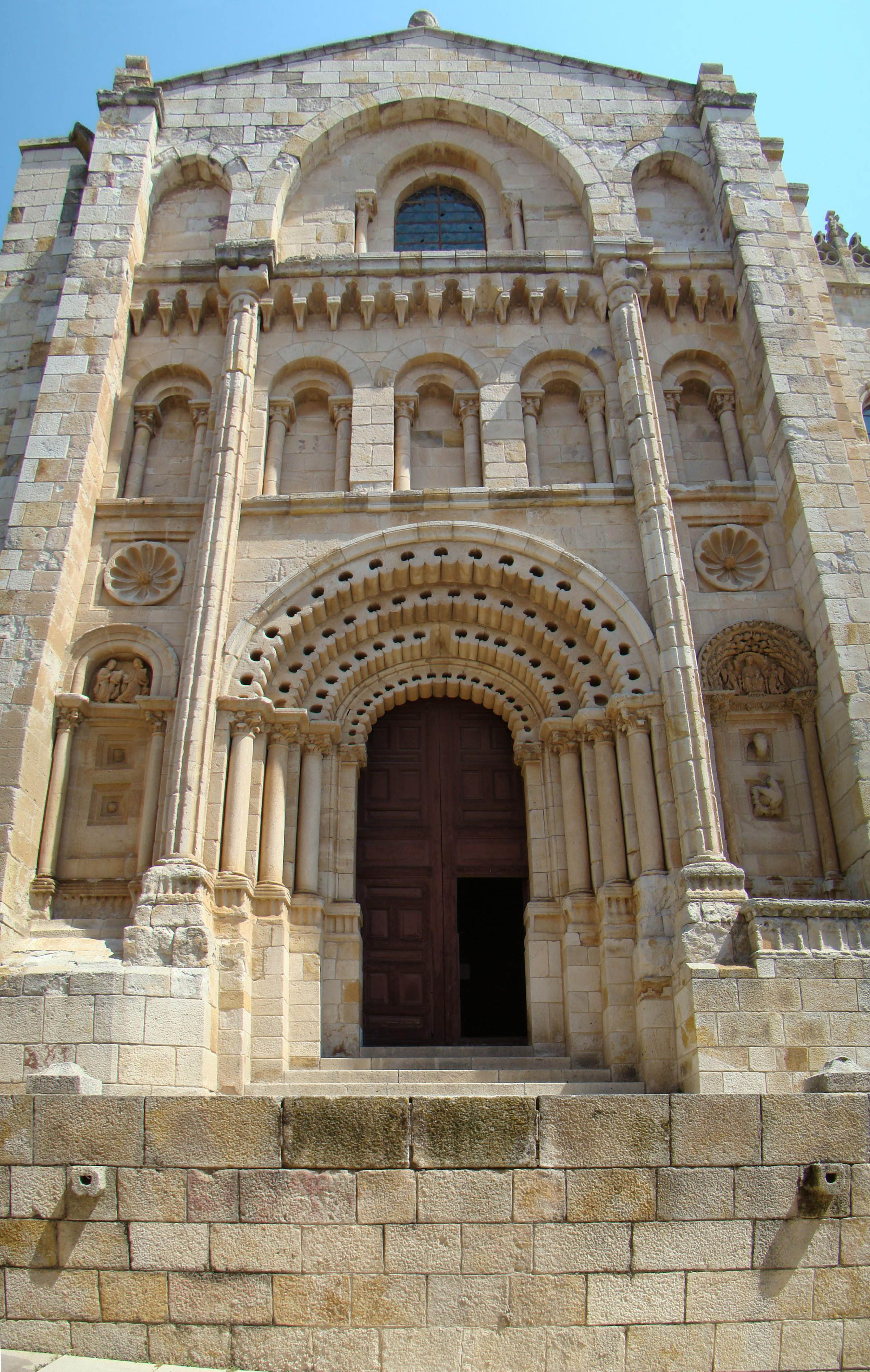
Fassade der Kathedrale

Auf dem Gebiet der Stadt ist bereits eine bronzezeitliche Besiedlung nachweisbar. In der Antike war der Ort als Ocelum bzw. Ocelodurum eine Stadt der Vettonen; später gehörte er zur römischen Provinz Lusitania und war eine Station auf der unter Kaiser Augustus erbauten Römerstraße von Mérida (Emerita Augusta) nach Astorga (Asturica Augusta), die später unter dem Namen „Silberstraße“ bekannt war.
Im Rahmen der islamischen Eroberung wurde die Stadt vor allem von Berbern besiedelt. Sie mussten um 900 das Land wieder räumen. Die in einem aus strategischen Gründen verwüsteten Gebiet im Niemandsland zwischen al-Andalus und dem christlichen Herrschaftsbereich gelegene Stadt wechselte im 9. Jahrhundert mehrfach Herrn und Einwohnerschaft. Von Alfons II. (reg. 791–842) mit einer Stadtmauer versehen, erhielt die Stadt nach der Eroberung durch Alfons III. (reg. 866–910) im Jahre 893 Festungscharakter und wurde um das Jahr 900 Bischofssitz des Bistums Zamora; erster Bischof war Attila von Zamora. Der Versuch des umayyadischen Prinzen und selbsterklärten Mahdis Ibn al-Qitt, die Stadt im Jahre 901 für die Muslime zurückzuerobern, scheiterte.
Die Stadt wurde im Jahre 981 von den Mauren unter der Führung Almansors zerstört. Im 11. Jahrhundert wurde sie von Ferdinand I. (reg. 1035–1065) wieder aufgebaut; eine Wiederbesiedlung (repoblación) wurde eingeleitet. Nach seinem Tod wurde die Stadt Residenz für seine Tochter Urraca. Im 12. und frühen 13. Jahrhundert erlebte die Stadt ihre Blütezeit, die jedoch durch die Verlagerung des politischen, kulturellen und wirtschaftlichen Interesses in Richtung Andalusien ein Ende fand – sie sank auf den Rang einer Provinzstadt zurück, wodurch aber andererseits viele mittelalterliche Kirchen (allen voran die Kathedrale) erhalten blieben.
Der Eisenbahnunfall von Zamora 2020 forderte ein Todesopfer.

## Sehenswürdigkeiten und Kultur

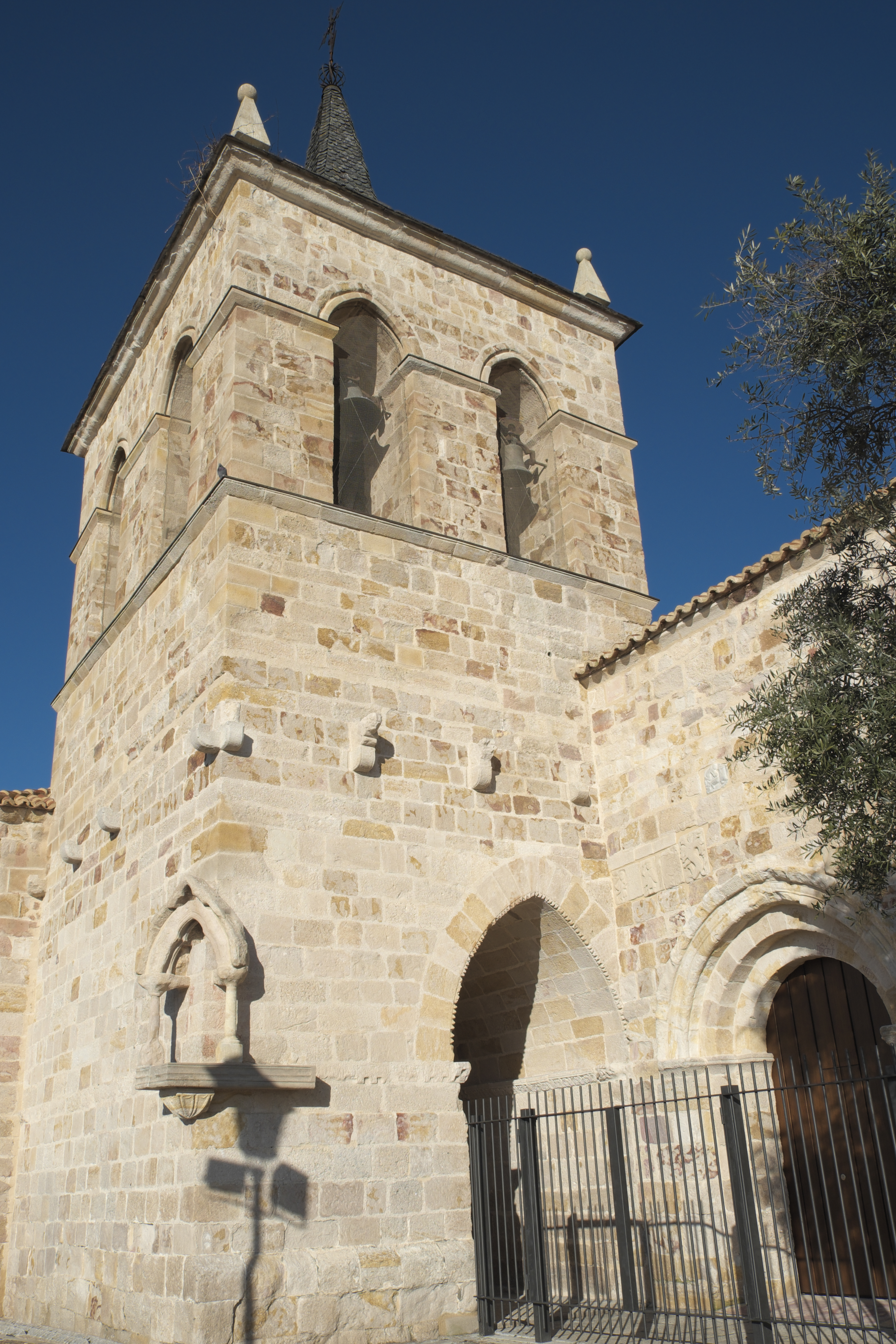
Kirche San Cipriano

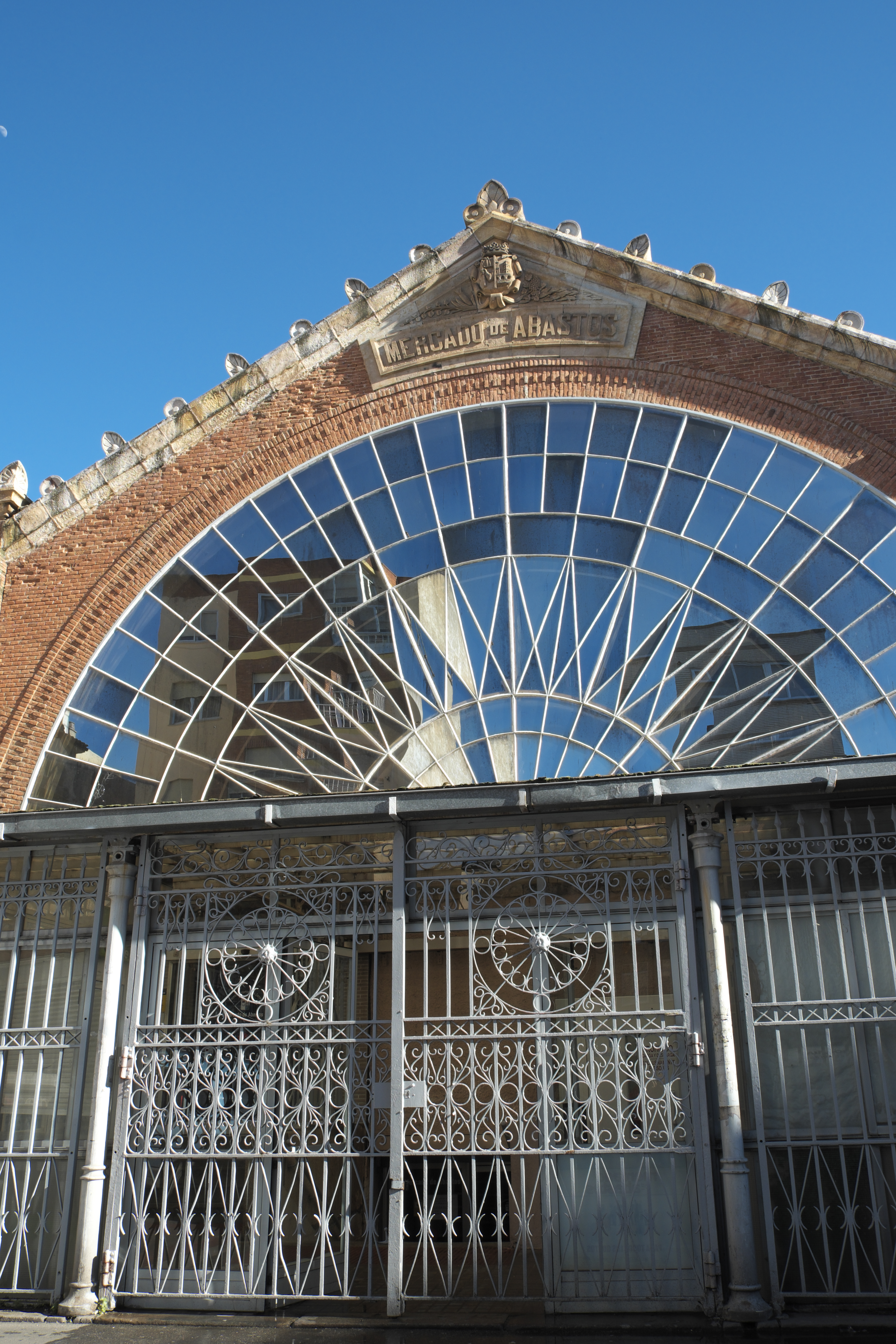
Abastos-Markt

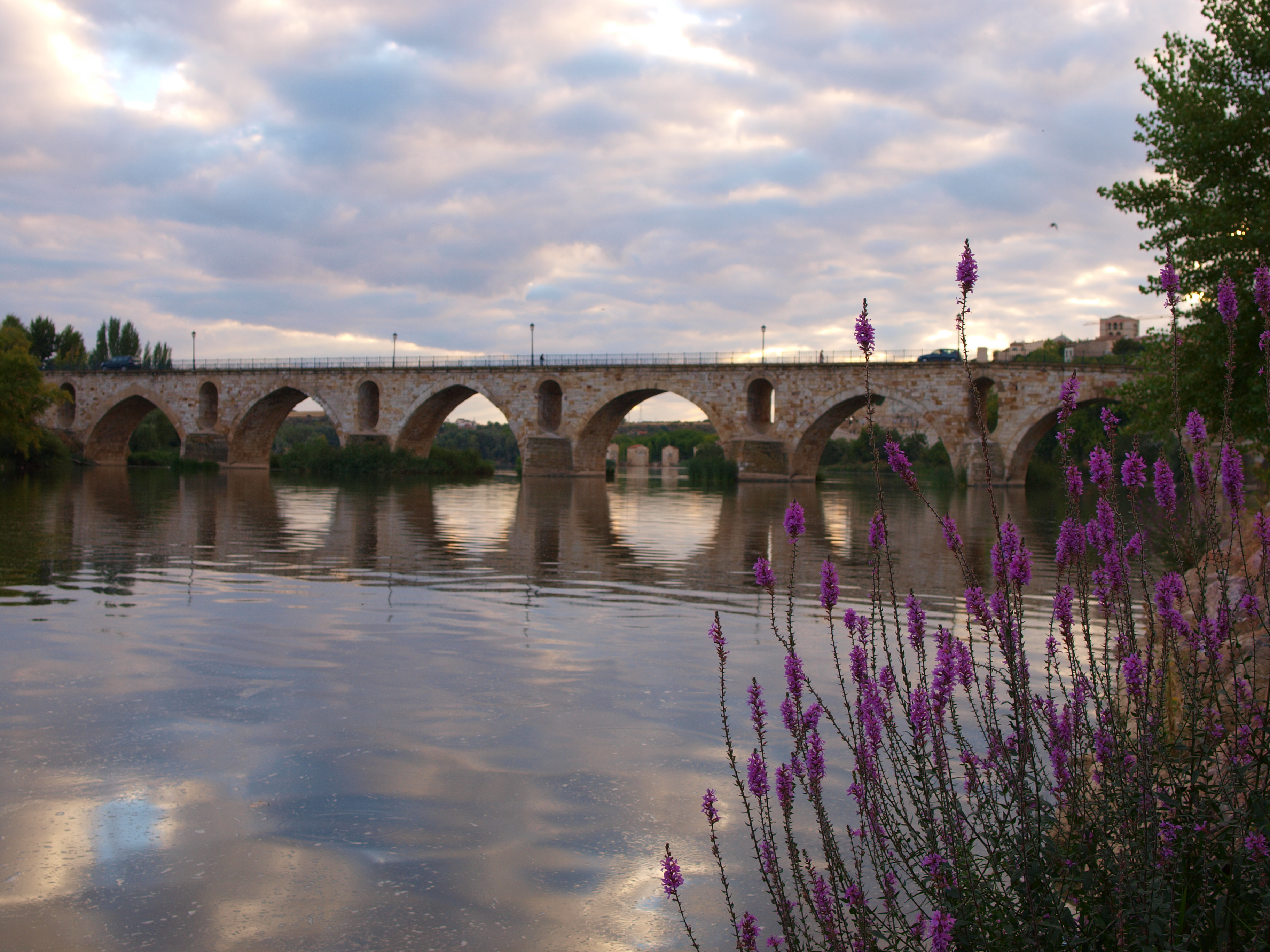
Duero-Brücke

### Kirchen
- Die romanische Kathedrale (Catedral de San Salvador) stammt aus dem 12. Jahrhundert und ist die Bischofskirche des Bistums Zamora.

Weitere romanische Kirchen:
- San Cipriano
- San Claudio de Olivares
- Espíritu Santo
- San Isidoro
- Santiago de los Caballeros
- Santa María Magdalena

außerhalb
- San Pedro de la Nave, westgotische Kirche (7. Jh.)

### Weitere Sehenswürdigkeiten
siehe auch: Liste der Kulturdenkmäler in Zamora
- Castillo de Zamora (11. Jh.)
- Casa del Cid, (11. Jh.)
- Aceñas de Olivares, Wassermühlen
- Palacio de los Momos
- Palacio de los Condes de Alba y Aliste (15. Jh.), heute ein Parador-Hotel
- Teatro Principal, (1876)
- Mercado de Abastos (Markthalle)
- Casino de Zamora (1905–1910)

### Museen
- Museo de Zamora
- Museo de Semana Santa de Zamora
- Centro de Interpretación de las Ciudades Medievales (Ausstellung zur mittelalterlichen Stadtgeschichte)
- Museo Baltasar Lobo
- Museo Etnográfico de Castilla y León (ethnografisches Museum)

## Sonstiges
- Die Umzüge während der Karwoche (Semana Santa) sind über die Stadt hinaus bekannt.
- Der Schafskäse „Queso Zamorano“ D.O.P. ist nach der Stadt benannt.
- Das Weinbaugebiet Tierra del Vino Zamora umgibt die Stadt und zahlreiche Nachbarorte.
- Im Jahr 1976 wurden einige Szenen des Spielfilms Robin und Marian mit Sean Connery und Audrey Hepburn vor dem Castillo de Zamora gedreht.

## Städtepartnerschaften
Zamora hat Städtepartnerschaften geschlossen mit
- Bragança, Portugal (1984)
- Oviedo, Spanien (2001)
- Yaritagua, Venezuela
- Altagracia de Orituco, Venezuela

## Söhne und Töchter der Stadt
- Attila von Zamora (um 850–um 920), Bischof und Heiliger (seit 1095)
- Munio von Zamora (1237–1300), Dominikaner, Bischof von Palencia 1294–1296
- Jitzchak Arama (1420–1494), jüdischer Gelehrter
- Alfonso de Castro (1495–1558), franziskanischer Theologe und Jurist
- Juan Nicasio Gallego (1777–1853), Dichter
- Leopoldo Alas (1852–1901), Schriftsteller, Journalist und Professor für Römisches Recht an der Universität Oviedo
- Agustín García Calvo (1926–2012), Grammatiker, Übersetzer, Philosoph, Dichter und Essayist
- Gaspar Calvo Moralejo OFM (1930–2016), Ordensgeistlicher
- Ángel Nieto (1947–2017), Motorradrennfahrer
- Ángel Heras (* 1958), Sprinter
- Marino Alonso (* 1965), Radrennfahrer
- David Sánchez (* 1978), Tennisspieler
- María Prieto O’Mullony (* 1997), Handballspielerin